# Campionato europeo rally 2023

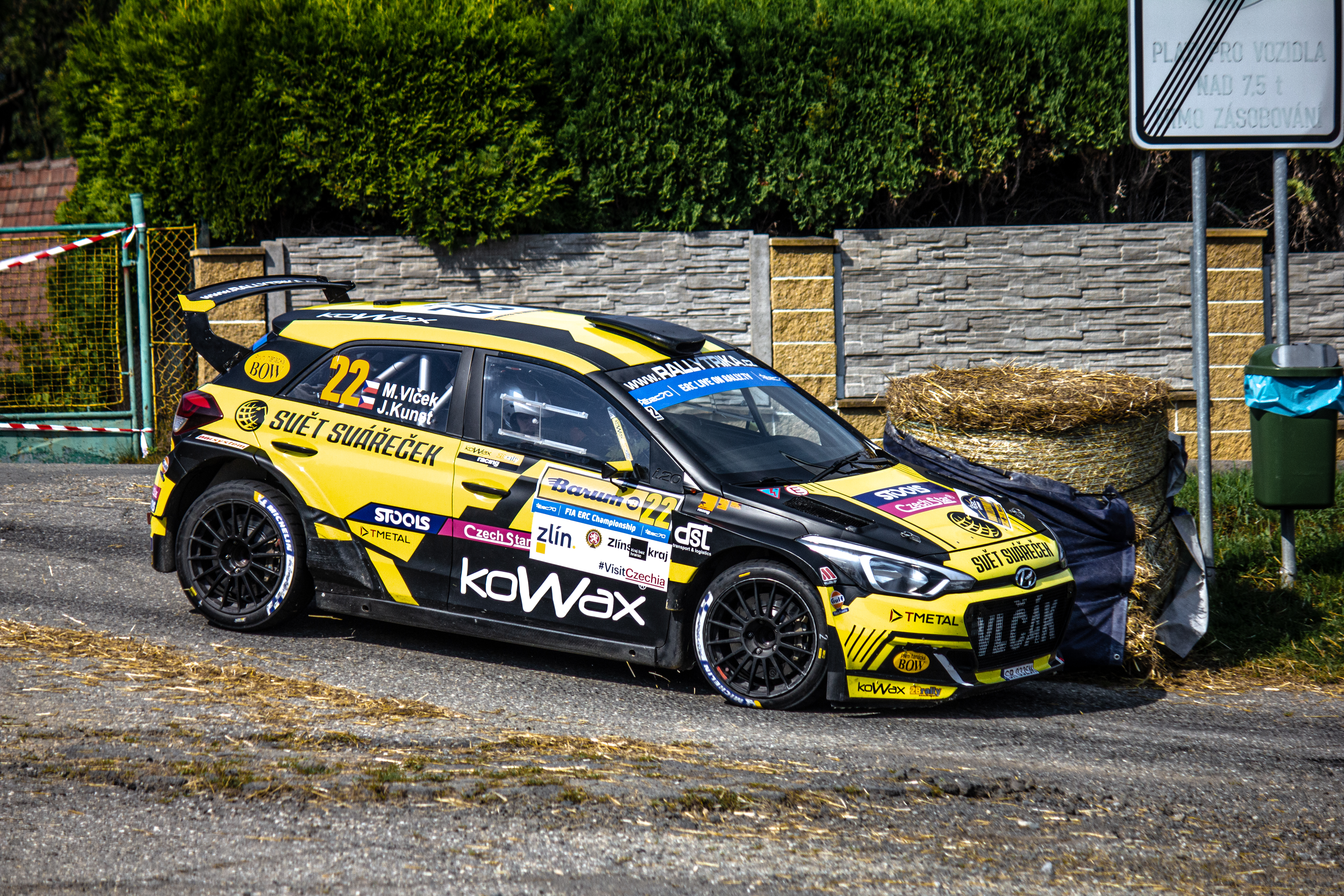
Martin Vlcek al Rally Barum Zlín 2023

Il campionato europeo rally 2023 è stata la 71ª edizione del campionato europeo rally; è iniziato il 10 marzo con il Rally Serras de Fafe in Portogallo e si è concluso il 22 ottobre con il Rally d'Ungheria.
Le squadre e gli equipaggi hanno gareggiato in otto eventi e sono stati assegnati i titoli continentali piloti, copiloti e squadre. Come di consueto sono state utilizzate auto conformi ai regolamenti del gruppo R e la massima categoria di vetture ammesse a gareggiare era la Rally2 (ex R5), ovvero quella immediatamente inferiore alla Rally1, protagonista del campionato del mondo rally.
La serie è stata supportata dalle categorie ERC-3, riservata a vetture di classe Rally3, e ERC-4, per vetture delle classi Rally4 e Rally5 a due ruote motrici; verrà inoltre assegnato il trofeo ERC-4 Junior, dedicato ai piloti che non abbiano superato i 27 anni di età al 1º gennaio 2023, disputatosi a eventi selezionati.

## Riepilogo
La coppia spagnola formata da Efrén Llarena e Sara Fernández era campione in carica dopo aver conquistato il titolo nella precedente stagione a bordo di una Škoda Fabia Rally2 Evo, con Fernández al suo secondo alloro consecutivo copiloti nella serie continentale. La scuderia indiana MRF Tyres, per cui gli stessi Llarena e Fernández gareggiavano era invece campione uscente a squadre.

## Calendario
Il campionato, con i suoi otto appuntamenti, ha toccato altrettante nazioni europee.
| Tappa | Data         | Rally                                                                                | Sede                                                    | Superficie |
| ----- | ------------ | ------------------------------------------------------------------------------------ | ------------------------------------------------------- | ---------- |
| 1     | 10-12 marzo  | 36º Rally Serras de Fafe, Felgueiras, Boticas, Vieira do Minho e Cabeceiras de Basto | Fafe, distretto di Braga, Portogallo                    | Sterrato   |
| 2     | 4-6 maggio   | 47º Rally Islas Canarias                                                             | Las Palmas de Gran Canaria, Isole Canarie, Spagna       | Asfalto    |
| 3     | 19-21 maggio | 79th ORLEN Rally Poland                                                              | Mikołajki, Voivodato della Varmia-Masuria, Polonia      | Sterrato   |
| 4     | 17-18 giugno | Tet Rally Liepāja 2023                                                               | Liepāja, Lettonia                                       | Sterrato   |
| 5     | 7-8 luglio   | 1st Royal Rally of Scandinavia                                                       | contea di Värmland, Svezia                              | Sterrato   |
| 6     | 28-30 luglio | 11º Rally di Roma Capitale                                                           | Roma, Lazio, Italia                                     | Asfalto    |
| 7     | 18-20 agosto | 52. Barum Czech Rally Zlín                                                           | Zlín, regione di Zlín, Repubblica Ceca                  | Asfalto    |
| 8     | 6-8 ottobre  | 4th Rally Hungary                                                                    | Nyíregyháza, contea di Szabolcs-Szatmár-Bereg, Ungheria | Asfalto    |

## Cambiamenti rispetto alla stagione 2022

### Calendario
Rispetto alla precedente stagione, nel 2023 vennero inseriti due nuovi appuntamenti in calendario:
- L'inedito Rally di Scandinavia, disputatosi a luglio su terra nei territori in cui sino al 2021 si teneva il classico appuntamento mondiale del Rally di Svezia.
- Ritornò dopo un anno di assenza il Rally d'Ungheria, che si corse come ultima gara stagionale a ottobre.

Vennero invece esclusi dal calendario il rally delle Azzorre e quello di Catalogna.

### Regolamento sportivo
Rispetto alla stagione 2022, nel 2023 vennero apportate alcune modifiche nel regolamento sportivo, di seguito le principali:
- La serie ERC4 Junior si chiamò FIA Junior ERC Championship, in coerenza con l'omologo campionato mondiale Junior WRC.
- I punti per la classifica generale a squadre sono stati assegnati soltanto ai primi 15 classificati in ogni gara anziché considerando separatamente le graduatorie a quattro e due ruote motrici come nel 2022.
- Il costruttore di pneumatici Hankook si aggiungerà ai tre già presenti (Pirelli, Michelin e MRF Tyres) nel supporto ufficiale al campionato.

## Squadre e piloti

### Iscritti ERC
Al campionato sono potuti partecipare equipaggi a bordo di vetture la cui massima categoria sia la Rally2 e/o la R5, entrambe appartenenti alla classe RC2 (il secondo livello del rallysmo mondiale), la quale rappresenta pertanto l'élite in seno al campionato europeo.
| Iscritti al campionato a squadre ERC | Iscritti al campionato a squadre ERC | Iscritti al campionato a squadre ERC | Iscritti al campionato a squadre ERC | Iscritti al campionato a squadre ERC | Iscritti al campionato a squadre ERC | Iscritti al campionato a squadre ERC |
| Costruttori                          | Auto                                 | Squadre                              | Pneumatici                           | Piloti                               | Copiloti                             | Gare                                 |
| ------------------------------------ | ------------------------------------ | ------------------------------------ | ------------------------------------ | ------------------------------------ | ------------------------------------ | ------------------------------------ |
| Citroën                              | Citroën C3 Rally2                    | Bilteknik TRT Citroën Rally Team     | P                                    | Tom Kristensson                      | Andreas Johansson                    | 1-3                                  |
| Citroën                              | Citroën C3 Rally2                    | MRF Tyres Dealer Team                | M                                    | Mads Østberg                         | Patrik Barth                         | 1, 3-5, 7-8                          |
| Citroën                              | Citroën C3 Rally2                    | Citroën Vodafone Team                | P                                    | José Pedro Fontes                    | Inês Ponte                           | 1                                    |
| Citroën                              | Citroën C3 Rally2                    | F.P.F. Sport                         | P                                    | Andrea Crugnola                      | Pietro Elia Ometto                   | 6                                    |
| Citroën                              | Citroën C3 Rally2                    | Citroën Rally Team                   | P                                    | Diego Ruiloba                        | Ángel Luis Vela                      | 2                                    |
| Ford                                 | Ford Fiesta Rally2                   | RedGrey                              | P                                    | Robert Virves                        | Hugo Magalhães                       | 1                                    |
| Ford                                 | Ford Fiesta Rally2                   | RedGrey                              | P                                    | Robert Virves                        | Craig Drew                           | 4                                    |
| Ford                                 | Ford Fiesta Rally2                   | MRF Tyres Dealer Team                | M                                    | Pontus Tidemand                      | Julia Thulin                         | 1, 3                                 |
| Ford                                 | Ford Fiesta Rally2                   | MRF Tyres Dealer Team                | M                                    | Jon Armstrong                        | Julia Thulin                         | 5                                    |
| Ford                                 | Ford Fiesta Rally2                   | Plon RT                              | P                                    | Jarosław Kołtun                      | Ireneusz Pleskot                     | 1, 6-7                               |
| Ford                                 | Ford Fiesta Rally2                   | GNM Sweden AB                        | M                                    | Dennis Rådström                      | Johan Johansson                      | 3-5                                  |
| Ford                                 | Ford Fiesta Rally2                   | Copi Sport                           | P                                    | Enrique Cruz                         | Yeray Mújica Eugenio                 | 2                                    |
| Ford                                 | Ford Fiesta Rally3                   | M-Sport Poland                       | P                                    | Jon Armstrong                        | Andrew Browne                        | 1                                    |
| Ford                                 | Ford Fiesta Rally3                   | M-Sport Poland                       | P                                    | Jon Armstrong                        | Cameron Fair                         | 2-4, 6-7                             |
| Hyundai                              | Hyundai i20 N Rally2                 | BRC Racing Team                      | P                                    | Hayden Paddon                        | John Kennard                         | 1-7                                  |
| Hyundai                              | Hyundai i20 N Rally2                 | Team Hyundai Portugal                | P                                    | Craig Breen                          | James Fulton                         | 1                                    |
| Hyundai                              | Hyundai i20 N Rally2                 | Team Hyundai Portugal                | P                                    | Ricardo Teodósio                     | José Teixeira                        | 1                                    |
| Hyundai                              | Hyundai i20 N Rally2                 | Motorsport Ireland Rally Academy     | P                                    | Josh McErlean                        | Brian Hoy                            | 1, 3-5, 7-8                          |
| Hyundai                              | Hyundai i20 N Rally2                 | RedGrey                              | M                                    | Georg Linnamäe                       | James Morgan                         | 1, 4                                 |
| Hyundai                              | Hyundai i20 N Rally2                 | Racing Network                       | M                                    | Andrea Nucita                        | Elia De Guio                         | 1                                    |
| Hyundai                              | Hyundai i20 N Rally2                 | Racing Network                       | M                                    | Andrea Nucita                        | Rudy Pollet                          | 2                                    |
| Hyundai                              | Hyundai i20 N Rally2                 | Racing Network                       | M                                    | Andrea Nucita                        | Manuel Fenoli                        | 3                                    |
| Hyundai                              | Hyundai i20 N Rally2                 | Hyundai Motor España                 | P                                    | Iván Ares                            | José Antonio Pintor Bouzas           | 2                                    |
| Hyundai                              | Hyundai i20 N Rally2                 | Hyundai Motor España                 | P                                    | Óscar Palomo Ortíz                   | Rodolfo del Barrio                   | 2                                    |
| Hyundai                              | Hyundai i20 N Rally2                 | Kole Média Center Kft.               | P                                    | Gábor Német                          | Gergely Németh                       | 8                                    |
| Hyundai                              | Hyundai i20 N Rally2                 | Pro-M Kft.                           | H                                    | Norbert Michelisz                    | Róbert Tagai                         | 8                                    |
| Hyundai                              | Hyundai i20 N Rally2                 | Hyundai Canarias Motorsport          | P                                    | Jan Černý                            | Petr Černohorský jun.                | 2                                    |
| Hyundai                              | Hyundai i20 N Rally2                 | MRF Tyres Dealer Team                | M                                    | Javier Pardo Siota                   | Adrián Pérez Fernández               | 2                                    |
| Hyundai                              | Hyundai i20 R5                       | Kowax Racing                         | M                                    | Martin Vlček                         | Jakub Kunst                          | 7                                    |
| Škoda                                | Škoda Fabia RS Rally2                | Team MRF Tyres                       | M                                    | Efrén Llarena                        | Sara Fernández                       | 1-3, 6                               |
| Škoda                                | Škoda Fabia RS Rally2                | Team MRF Tyres                       | M                                    | Mārtiņš Sesks                        | Renars Francis                       | Tutti                                |
| Škoda                                | Škoda Fabia RS Rally2                | Yacco ACCR Team                      | M                                    | Erik Cais                            | Igor Bacigál                         | 1, 3-4, 7-8                          |
| Škoda                                | Škoda Fabia RS Rally2                | Agrotec Škoda Rally Team             | M                                    | Jan Kopecký                          | Jan Hloušek                          | 7                                    |
| Škoda                                | Škoda Fabia RS Rally2                | TGS                                  | P                                    | Lauri Joona                          | Janni Hussi                          | 5                                    |
| Škoda                                | Škoda Fabia RS Rally2                | Recalvi Team                         | M                                    | José Antonio Suárez                  | Alberto Iglesias Pin                 | 2                                    |
| Škoda                                | Škoda Fabia RS Rally2                | Printsport Oy                        | P                                    | Rakan Al-Rashed                      | Antti Haapala                        | 5                                    |
| Škoda                                | Škoda Fabia RS Rally2                | Rufa Motor-Sport                     | P                                    | Alexey Lukyanuk                      | Yevgen Chervonenko                   | 6                                    |
| Škoda                                | Škoda Fabia RS Rally2                | Chervonenko Racing                   | P                                    | Alexey Lukyanuk                      | Yevgen Chervonenko                   | 7                                    |
| Škoda                                | Škoda Fabia Rally2 Evo               | Team MRF Tyres                       | M                                    | Simone Campedelli                    | Tania Canton                         | 1-6                                  |
| Škoda                                | Škoda Fabia Rally2 Evo               | Team MRF Tyres                       | M                                    | Efrén Llarena                        | Sara Fernández                       | 4-5                                  |
| Škoda                                | Škoda Fabia Rally2 Evo               | ACCR Entry Engineering               | P                                    | Filip Mareš                          | Radovan Bucha                        | Tutti                                |
| Škoda                                | Škoda Fabia Rally2 Evo               | Tehase Auto                          | P                                    | Gregor Jeets                         | Timo Taniel                          | 1                                    |
| Škoda                                | Škoda Fabia Rally2 Evo               | Topp-Cars Rally Team                 | P                                    | Martin László                        | Dávid Berendi                        | Tutti                                |
| Škoda                                | Škoda Fabia Rally2 Evo               | Topp-Cars Rally Team                 | P                                    | Grzegorz Grzyb                       | Jakub Wróbel                         | 2, 6                                 |
| Škoda                                | Škoda Fabia Rally2 Evo               | GR Motorsport Kft                    | P                                    | Miklós Csomós                        | Attila Nagy                          | 1-2                                  |
| Škoda                                | Škoda Fabia Rally2 Evo               | GR Motorsport Kft                    | P                                    | Miklós Csomós                        | Viktor Bán                           | 6-8                                  |
| Škoda                                | Škoda Fabia Rally2 Evo               | MRF Tyres Dealer Team                | M                                    | Andrea Mabellini                     | Virginia Lenzi                       | 1-6                                  |
| Škoda                                | Škoda Fabia Rally2 Evo               | Samohýl Škoda Team                   | M                                    | Adam Březík                          | Ondřej Krajča                        | 7                                    |
| Škoda                                | Škoda Fabia R5                       | Motorsport Ireland Rally Academy     | P                                    | Patrick O'Brien                      | Stephen O'Brien                      | 1, 5                                 |
| Škoda                                | Škoda Fabia R5                       | Team MRF Tyres                       | M                                    | Efrén Llarena                        | Sara Fernández                       | 7-8                                  |
| Škoda                                | Škoda Fabia R5                       | Auto Podbabská Škoda Mol Team        | H                                    | Dominik Stříteský                    | Jiří Hovorka                         | 7                                    |
| Volkswagen                           | Volkswagen Polo GTI R5               | Toksport WRT                         | P                                    | Oliver Solberg                       | Elliott Edmondson                    | 5                                    |
| Volkswagen                           | Volkswagen Polo GTI R5               | Turán Motorsport SE                  | H                                    | Frigyes Turán                        | Ágnes Farnadi                        | 8                                    |
| note:                                |                                      |                                      |                                      |                                      |                                      |                                      |

| Iscritti al campionato ERC come privati | Iscritti al campionato ERC come privati | Iscritti al campionato ERC come privati | Iscritti al campionato ERC come privati | Iscritti al campionato ERC come privati | Iscritti al campionato ERC come privati | Iscritti al campionato ERC come privati |
| Costruttori                             | Auto                                    | Pneumatici                              | Piloti                                  | Copiloti                                | Gare                                    |                                         |
| --------------------------------------- | --------------------------------------- | --------------------------------------- | --------------------------------------- | --------------------------------------- | --------------------------------------- | --------------------------------------- |
| Citroën                                 | Citroën C3 Rally2                       | M                                       | Yoann Bonato                            | Benjamin Boulloud                       | 1-2, 6, 8                               |                                         |
| Citroën                                 | Citroën C3 Rally2                       | P                                       | Rachele Somaschini                      | Nicola Arena                            | 1-3, 5-7                                |                                         |
| Citroën                                 | Citroën C3 Rally2                       | P                                       | Bernardo Sousa                          | Inês Veiga                              | 1                                       |                                         |
| Ford                                    | Ford Fiesta Rally2                      | M                                       | Lucas Simões                            | Nuno Almeida                            | 1                                       |                                         |
| Ford                                    | Ford Fiesta Rally2                      | P                                       | Tymoteusz Jocz                          | Maciej Judycki                          | 1                                       |                                         |
| Ford                                    | Ford Fiesta Rally2                      | P                                       | Kalle Gustafsson                        | Magnus Nilsson                          | 5                                       |                                         |
| Ford                                    | Ford Fiesta Rally2                      | P                                       | András Hadik                            | Krisztián Kertész                       | 8                                       |                                         |
| Hyundai                                 | Hyundai i20 N Rally2                    | P                                       | Philip Allen                            | Dale Bowen                              | 1                                       |                                         |
| Hyundai                                 | Hyundai i20 N Rally2                    | P                                       | Philip Allen                            | Darragh Mullen                          | 2                                       |                                         |
| Hyundai                                 | Hyundai i20 N Rally2                    | P                                       | Philip Allen                            | Dale Furniss                            | 8                                       |                                         |
| Hyundai                                 | Hyundai i20 N Rally2                    | P                                       | Fabrizio Zaldivar                       | Marcelo Der Ohannesian                  | 1                                       |                                         |
| Hyundai                                 | Hyundai i20 N Rally2                    | P                                       | Pedro Meireles                          | Pedro Alves                             | 1                                       |                                         |
| Hyundai                                 | Hyundai i20 R5                          | P                                       | William Binbach                         | Jørgen Eriksen                          | 5                                       |                                         |
| Škoda                                   | Škoda Fabia RS Rally2                   | M                                       | Simon Wagner                            | Gerald Winter                           | 1-2, 6-7                                |                                         |
| Škoda                                   | Škoda Fabia RS Rally2                   | M                                       | Miko Marczyk                            | Szymon Gospodarczyk                     | 1, 3, 8                                 |                                         |
| Škoda                                   | Škoda Fabia RS Rally2                   | M                                       | Mathieu Franceschi                      | Andy Malfoy                             | 6-7                                     |                                         |
| Škoda                                   | Škoda Fabia RS Rally2                   | M                                       | Mathieu Franceschi                      | Benoît Manzo                            | 8                                       |                                         |
| Škoda                                   | Škoda Fabia RS Rally2                   | M                                       | Bogdan Cuzma                            | Ilka Minor                              | 3-5                                     |                                         |
| Škoda                                   | Škoda Fabia RS Rally2                   | M                                       | Bogdan Cuzma                            | Dorin Pulpea                            | 6                                       |                                         |
| Škoda                                   | Škoda Fabia RS Rally2                   | M                                       | Bogdan Cuzma                            | Hugo Magalhães                          | 7-8                                     |                                         |
| Škoda                                   | Škoda Fabia RS Rally2                   | M                                       | Mikko Heikkilä                          | Samu Vaaleri                            | 6                                       |                                         |
| Škoda                                   | Škoda Fabia RS Rally2                   | P                                       | Giandomenico Basso                      | Lorenzo Granai                          | 6                                       |                                         |
| Škoda                                   | Škoda Fabia RS Rally2                   | P                                       | Nikolay Gryazin                         | Konstantin Aleksandrov                  | 5                                       |                                         |
| Škoda                                   | Škoda Fabia Rally2 Evo                  | P                                       | Simone Tempestini                       | Sergiu Itu                              | 1-4, 6                                  |                                         |
| Škoda                                   | Škoda Fabia Rally2 Evo                  | P                                       | Alberto Battistolli                     | Simone Scattolin                        | 1, 4-6                                  |                                         |
| Škoda                                   | Škoda Fabia Rally2 Evo                  | M                                       | Armindo Araújo                          | Luís Ramalho                            | 1                                       |                                         |
| Škoda                                   | Škoda Fabia Rally2 Evo                  | M                                       | Mathieu Franceschi                      | Jules Escartefigue                      | 1-5                                     |                                         |
| Škoda                                   | Škoda Fabia Rally2 Evo                  | M                                       | Bogdan Cuzma                            | Ilka Minor                              | 1-2                                     |                                         |
| Škoda                                   | Škoda Fabia Rally2 Evo                  | M                                       | Miguel Correia                          | Jorge Carvalho                          | 1                                       |                                         |
| Škoda                                   | Škoda Fabia Rally2 Evo                  | M                                       | Mikko Heikkilä                          | Samu Vaaleri                            | 1-5                                     |                                         |
| Škoda                                   | Škoda Fabia Rally2 Evo                  | M                                       | Mathieu Margaillan                      | Mathilde Margaillan                     | 1                                       |                                         |
| Škoda                                   | Škoda Fabia Rally2 Evo                  | P                                       | Pedro Almeida                           | Mário Castro                            | 1                                       |                                         |
| Škoda                                   | Škoda Fabia Rally2 Evo                  | P                                       | Grzegorz Grzyb                          | Adam Binięda                            | 3                                       |                                         |
| Škoda                                   | Škoda Fabia Rally2 Evo                  | P                                       | Lauri Joona                             | Janni Hussi                             | 6                                       |                                         |
| Škoda                                   | Škoda Fabia Rally2 Evo                  | M                                       | Osian Pryce                             | Stéphane Prévot                         | 3-4                                     |                                         |
| Škoda                                   | Škoda Fabia Rally2 Evo                  | P                                       | Adrian Chwietczuk                       | Damian Syty                             | 3                                       |                                         |
| Škoda                                   | Škoda Fabia Rally2 Evo                  | P                                       | Fabio Andolfi                           | Nicolò Gonella                          | 6                                       |                                         |
| Škoda                                   | Škoda Fabia Rally2 Evo                  | P                                       | Damiano De Tommaso                      | Sofia D'Ambrosio                        | 6                                       |                                         |
| Volkswagen                              | Volkswagen Polo GTI R5                  | P                                       | Frank Tore Larsen                       | Torstein Eriksen                        | 5                                       |                                         |
| Volkswagen                              | Volkswagen Polo GTI R5                  | P                                       | Ole Christian Veiby                     | Jonas Andersson                         | 5                                       |                                         |
| Volkswagen                              | Volkswagen Polo GTI R5                  | P                                       | Giacomo Scattolon                       | Sauro Farnocchia                        | 6                                       |                                         |
| note:                                   |                                         |                                         |                                         |                                         |                                         |                                         |

## Risultati e statistiche
| Gara | Nome rally                                                                                         | Vincitori | Vincitori                          | Vincitori                                            | Vincitori | Statistiche | Statistiche           | Statistiche | Statistiche | Statistiche |
| Gara | Nome rally                                                                                         | Nº        | Pilota e copilota                  | Squadra e vettura                                    | Tempo     | Speciali    | Lunghezza             | Iscritti    | Partiti     | Arrivati    |
| ---- | -------------------------------------------------------------------------------------------------- | --------- | ---------------------------------- | ---------------------------------------------------- | --------- | ----------- | --------------------- | ----------- | ----------- | ----------- |
| 1    | 36º Rally Serras de Fafe, Felgueiras, Boticas, Vieira do Minho e Cabeceiras de Basto (10-12 marzo) | 2         | Hayden Paddon John Kennard         | BRC Racing Team (Hyundai i20 N Rally2)               | 1h42'21"3 | (17) 14     | (180,29 km) 145.96 km | 48          | 48          | 35          |
| 2    | 47° Rally Islas Canarias (4-6 maggio)                                                              | 6         | Yoann Bonato Benjamin Boulloud     | privato (Citroën C3 Rally2)                          | 1h55'05"8 | 13          | (190,06 km)           | 61          | 61          | 50          |
| 3    | 79th ORLEN Rally Poland (19-21 maggio)                                                             | 8         | Mārtiņš Sesks Renārs Francis       | Team MRF Tyres (Škoda Fabia RS Rally2)               | 1h34'57"8 | 16          | (182,06 km)           | 62          | 60          | 47          |
| 4    | Tet Rally Liepāja 2023 (17-18 giugno)                                                              | 5         | Mārtiņš Sesks Renārs Francis       | Team MRF Tyres (Škoda Fabia RS Rally2)               | 1h22'47"3 | (10) 9      | (183,89 km) 156.33 km | 58          | 58          | 48          |
| 5    | 1st Royal Rally of Scandinavia (7-8 luglio)                                                        | 5         | Oliver Solberg Elliott Edmondson   | Toksport WRT (Volkswagen Polo GTI R5)                | 1h29'36"4 | 16          | (182,6 km)            | 47          | 47          | 35          |
| 6    | 11º Rally di Roma Capitale (28-30 luglio)                                                          | 24        | Andrea Crugnola Pietro Elia Ometto | F.P.F. Sport (Citroën C3 Rally2)                     | 1h52'35"2 | 13          | (189,5 km)            | 92          | 91          | 83          |
| 7    | 52. Barum Czech Rally Zlín (18-20 agosto)                                                          | 18        | Jan Kopecký Jan Hloušek            | Agrotec Škoda Rally Team (Škoda Fabia RS Rally2)     | 1h53'18"5 | 13          | (200,43 km)           | 70          | 64          | 48          |
| 8    | 4th Rally Hungary (6-8 ottobre)                                                                    | 1         | Mads Østberg Patrik Barth          | Bilteknik TRT Citroën Rally Team (Citroën C3 Rally2) | 1h37'40"2 | 12          | (180,22 km)           | 36          | 36          | 35          |

## Classifiche

### Punteggio
I punti per i campionati piloti e copiloti di ogni serie, ad eccezione dell'ERC4 Junior dove saranno validi soltanto per i piloti, sono assegnati ai primi quindici equipaggi classificati. Per quanto riguarda la power stage, i punti assegnati ai primi cinque classificati varranno soltanto per il campionato principale. Nelle serie ERC, ERC3 ed ERC4 saranno conteggiati i migliori sette risultati sugli otto a disposizione; per il campionato ERC4 Junior verranno invece presi in considerazione i migliori cinque sui sei totali.
| Posizione finale | 1ª | 2ª | 3ª | 4ª | 5ª | 6ª | 7ª | 8ª | 9ª | 10ª | 11ª | 12ª | 13ª | 14ª | 15ª |
| Punti            | 30 | 24 | 21 | 19 | 17 | 15 | 13 | 11 | 9  | 7   | 5   | 4   | 3   | 2   | 1   |

| Posizione nella Power stage | 1ª | 2ª | 3ª | 4ª | 5ª |
| Punti                       | 5  | 4  | 3  | 2  | 1  |

A parità di punteggio, nelle classifiche generali prevale chi ha ottenuto il miglior risultato e/o il maggior numero di essi.

### Classifica generale piloti
La seguente classifica generale tiene conto soltanto dei piloti iscritti al campionato ERC e/o alle sue serie minori (ERC3, ERC4 e ERC4 Junior).
| Pos. | Pilota                     | FAF | CAN | POL | LIE | SCA | ROM | BAR | UNG | Punti |
| ---- | -------------------------- | --- | --- | --- | --- | --- | --- | --- | --- | ----- |
| 1    | Hayden Paddon              | 12  | 2   | 23  | 2   | 21  | 3   | Rit |     | 163   |
| 2    | Mārtiņš Sesks              | 125 | 85  | 15  | 1   | 32  | Rit | 11  | 3   | 134   |
| 3    | Mads Østberg               | 2   | 16  | 41  | 3   | 8   |     | Rit | 1   | 115   |
| 4    | Efrén Llarena              | 7   | 3   | 10  | 9   | Rit | 4   | 8   | 105 | 88    |
| 5    | Yoann Bonato               | 5   | 1   |     |     |     | 63  |     | 4   | 84    |
| 6    | Mathieu Franceschi         | 14  | 6   | 64  | 65  | 7   | Rit | 9   | 9   | 81    |
| 7    | Filip Mareš                | 33  | 11  | 11  | 114 | 6   | 94  | 53  | 122 | 71    |
| 8    | Simon Wagner               | 17  | 52  |     |     |     | 5   | 31  |     | 64    |
| 9    | Mikko Heikkilä             | 8   | 18  | 52  | 7   | 12  | Rit |     |     | 49    |
| 9    | Miklós Csomós              | 10  | Rit |     |     |     | 72  | 25  | Rit | 49    |
| 11   | Erik Cais                  | Rit |     | 9   | 12  |     |     | 72  | 6   | 45    |
| 12   | Mikołaj Marczyk            | 4   |     | 3   |     |     |     |     | 183 | 44    |
| 13   | Josh McErlean              | 19  |     | 7   | 43  | 31  |     | 12  | Rit | 39    |
| 14   | Georg Linnamäe             | 3   |     |     | 8   |     |     |     |     | 35    |
| 15   | Oliver Solberg             |     |     |     |     | 13  |     |     |     | 33    |
| 16   | Jan Kopecký                |     |     |     |     |     |     | 14  |     | 32    |
| 16   | Andrea Mabellini           | Rit | 131 | Rit | 13  | 9   | 101 |     |     | 32    |
| 18   | Andrea Crugnola            |     |     |     |     |     | 1   |     |     | 30    |
| 19   | Ferenc Vincze jun.         |     |     |     |     |     |     |     | 24  | 26    |
| 20   | Simone Tempestini          | 11  |     | 8   |     |     | 15  | 10  |     | 25    |
| 21   | Giandomenico Basso         |     |     |     |     |     | 2   |     |     | 24    |
| 22   | Grzegorz Grzyb             |     | 104 | 14  |     |     | 8   |     |     | 22    |
| 23   | Nikolay Gryazin            |     |     |     |     | 4   |     |     |     | 21    |
| 23   | Lauri Joona                |     |     |     |     | 5   | 14  |     |     | 21    |
| 25   | Craig Breen                | 61  |     |     |     |     |     |     |     | 20    |
| 26   | Adam Březík                |     |     |     |     |     |     | 4   |     | 19    |
| 26   | Iván Ares                  |     | 4   |     |     |     |     |     |     | 19    |
| 26   | Robert Virves              | 164 |     |     | 5   |     |     |     |     | 19    |
| 29   | Frigyes Turán              |     |     |     |     |     |     |     | 5   | 17    |
| 30   | Andrea Nucita              | Rit | 73  | Rit |     |     |     |     |     | 16    |
| 31   | Dominik Stříteský          |     |     |     |     |     |     | 6   |     | 15    |
| 32   | Martin László              | Rit | 15  | Rit | 17  | 14  | Rit | Rit | 8   | 14    |
| 32   | Simone Campedelli          | 23  | Rit | 15  | 10  | Rit | 115 |     |     | 14    |
| 34   | Tom Kristensson            | 9   | 12  | Rit |     |     |     |     |     | 13    |
| 34   | Gábor Német                |     |     |     |     |     |     |     | 7   | 13    |
| 36   | Antonio José Suárez        |     | 9   |     |     |     |     |     |     | 9     |
| 37   | Kalle Gustafsson           |     |     |     |     | 10  |     |     |     | 7     |
| 38   | Pontus Tidemand            | 13  |     | 13  |     |     |     |     |     | 6     |
| 39   | Jon Armstrong              | 20  | 19  | 20  | 18  | 11  | 13  | Rit |     | 5     |
| 39   | Alberto Battistolli        | Rit |     |     | 15  | 13  | 16  |     |     | 5     |
| 39   | András Hadik               |     |     |     |     |     |     |     | 11  | 5     |
| 39   | Bogdan Cuzma               | 27  | 21  | Rit | 30  | 29  | 25  | 18  | 16  | 5     |
| 43   | Albert Taxis und von Thurn |     |     |     |     |     | 12  | Rit |     | 4     |
| 43   | Dennis Rådström            |     |     | 12  | 16  | Rit |     |     |     | 4     |
| 45   | Norbert Michelisz          |     |     |     |     |     |     |     | 13  | 3     |
| 45   | Jaromír Tarabus            |     |     |     |     |     |     | 14  |     | 3     |
| 47   | Rachele Somaschini         | 28  | 20  | 26  |     | 24  | 19  | 21  |     | 2     |
| 47   | Osian Pryce                |     |     | 16  | 14  |     |     |     |     | 2     |
| 47   | Jan Černý                  |     | 14  |     |     |     |     |     |     | 2     |
| 50   | Patrick O'Brien            | 21  |     |     |     | 15  | 17  |     |     | 1     |
| 50   | Miguel Correia             | 15  |     |     |     |     |     |     |     | 1     |
| Pos. | Pilota                     | FAF | CAN | POL | LIE | SCA | ROM | BAR | UNG | Punti |

| Colore  | Risultato                |
| ------- | ------------------------ |
| Oro     | Vincitore                |
| Argento | 2º posto                 |
| Bronzo  | 3º posto                 |
| Verde   | Finito a punti           |
| Blu     | Finito senza punti       |
| Blu     | Non classificato (NC)    |
| Viola   | Ritirato (Rit)           |
| Nero    | Squalificato (SQ)        |
| Nero    | Escluso (ES)             |
| Bianco  | Non ha gareggiato        |
| Bianco  | Iscrizione ritirata (WD) |
| Bianco  | Non partito (NP)         |
| Bianco  | Gara cancellata (C)      |

### Classifica generale copiloti
La seguente classifica generale tiene conto soltanto dei copiloti iscritti al campionato ERC e/o alle sue serie minori (ERC3, ERC4 e ERC4 Junior).
| Pos. | Copilota                   | FAF | CAN | POL | LIE | SCA | ROM | BAR | UNG | Punti |
| ---- | -------------------------- | --- | --- | --- | --- | --- | --- | --- | --- | ----- |
| 1    | John Kennard               | 12  | 2   | 23  | 2   | 21  | 3   | Rit |     | 163   |
| 2    | Renārs Francis             | 125 | 85  | 15  | 1   | 32  | Rit | 8   | 3   | 134   |
| 3    | Patrik Barth               | 2   | 16  | 41  | 3   | 8   |     | Rit | 1   | 115   |
| 4    | Sara Fernández             | 7   | 3   | 10  | 9   | Rit | 4   | 8   | 105 | 88    |
| 5    | Benjamin Boulloud          | 5   | 1   |     |     |     | 63  |     | 4   | 84    |
| 6    | Radovan Bucha              | 33  | 11  | 11  | 114 | 6   | 94  | 53  | 122 | 71    |
| 7    | Gerald Winter              | 17  | 52  |     |     |     | 5   | 31  |     | 64    |
| 8    | Jules Escartefigue         | 14  | 6   | 64  | 65  | 7   |     |     |     | 63    |
| 9    | Samu Vaaleri               | 8   | 18  | 52  | 7   | 12  | Rit |     |     | 49    |
| 10   | James Fulton               | 61  |     |     | 43  | 31  |     | 12  | Rit | 46    |
| 11   | Igor Bacigál               | Rit |     | 9   | 12  |     |     | 72  | 6   | 45    |
| 12   | Szymon Gospodarczyk        | 4   |     | 3   |     |     |     |     | 183 | 44    |
| 13   | Viktor Bán                 |     |     |     |     |     | 72  | 25  | Rit | 42    |
| 14   | James Morgan               | 3   |     |     | 8   |     |     |     |     | 35    |
| 15   | Elliott Edmondson          |     |     |     |     | 13  |     |     |     | 33    |
| 16   | Jan Hloušek                |     |     |     |     |     |     | 14  |     | 32    |
| 16   | Virginia Lenzi             | Rit | 81  | Rit | 13  | 9   | 101 |     |     | 32    |
| 18   | Elia Ometto Pietro         |     |     |     |     |     | 1   |     |     | 30    |
| 19   | Nándor Percze              |     |     |     |     |     |     |     | 24  | 26    |
| 20   | Sergiu Itu                 | 11  | 21  | 8   |     | 15  | 10  |     |     | 25    |
| 21   | Lorenzo Granai             |     |     |     |     |     | 2   |     |     | 24    |
| 22   | Janni Hussi                |     |     |     |     | 5   | 14  |     |     | 21    |
| 22   | Konstantin Aleksandrov     |     |     |     |     | 4   |     |     |     | 21    |
| 24   | Jakub Wróbel               |     | 104 |     |     |     | 8   |     |     | 20    |
| 25   | Ondřej Krajča              |     |     |     |     |     |     | 4   |     | 19    |
| 25   | Antonio José Pintor Bouzas |     | 4   |     |     |     |     |     |     | 19    |
| 27   | Craig Drew                 |     |     |     | 5   |     |     |     |     | 17    |
| 27   | Ágnes Farnadi              |     |     |     |     |     |     |     | 5   | 17    |
| 29   | Rudy Pollet                |     | 73  |     |     |     |     |     |     | 16    |
| 30   | Jiří Hovorka               |     |     |     |     |     |     | 6   |     | 15    |
| 31   | Tania Canton               | 23  | Rit | 15  | 10  | Rit | 115 |     |     | 14    |
| 31   | Dávid Berendi              | Rit | 15  | Rit | 17  | 14  | Rit | Rit | 8   | 14    |
| 33   | Gergely Németh             |     |     |     |     |     |     |     | 7   | 13    |
| 33   | John Rowan                 |     |     | 7   |     |     |     |     |     | 13    |
| 33   | Andreas Johansson          | 9   | 12  | Rit |     |     |     |     |     | 13    |
| 36   | Julia Thulin               | 13  |     | 13  |     | 11  |     |     |     | 11    |
| 37   | Benoît Manzo               |     |     |     |     |     |     |     | 9   | 9     |
| 37   | Alberto Pin Iglesias       |     | 9   |     |     |     |     |     |     | 9     |
| 37   | Andy Malfoy                |     |     |     |     |     | Rit | 9   |     | 9     |
| 40   | Andy Malfoy                | 164 |     |     |     |     |     | 18  | 16  | 7     |
| 40   | Attila Nagy                | 10  | Rit |     |     |     |     |     | Rit | 7     |
| 40   | Magnus Nilsson             |     |     |     |     | 10  |     |     |     | 7     |
| 43   | Krisztián Kertész          |     |     |     |     |     |     |     | 11  | 5     |
| 43   | Simone Scattolin           | Rit |     |     | 15  | 13  | 16  |     |     | 5     |
| 45   | Jara Hain                  |     |     |     |     |     | 12  | Rit |     | 4     |
| 45   | Johan Johansson            |     |     | 12  | 16  | Rit |     |     |     | 4     |
| 47   | Róbert Tagai               |     |     |     |     |     |     |     | 13  | 3     |
| 47   | Nicola Arena               | 28  | 20  | 26  |     | 24  | 19  | 21  |     | 2     |
| 48   | Stéphane Prévot            |     |     | 16  | 14  |     |     |     |     | 2     |
| 48   | Adam Binięda               |     |     | 14  |     |     |     |     |     | 2     |
| 48   | Petr Černohorský jun.      |     | 14  |     |     |     |     |     |     | 2     |
| 52   | Stephen O'Brien            | 21  |     |     |     | 15  | 27  |     |     | 1     |
| 52   | Jorge Carvalho             | 15  |     |     |     |     |     |     |     | 1     |
| Pos. | Copilota                   | FAF | CAN | POL | LIE | SCA | ROM | BAR | UNG | Punti |

| Colore  | Risultato                |
| ------- | ------------------------ |
| Oro     | Vincitore                |
| Argento | 2º posto                 |
| Bronzo  | 3º posto                 |
| Verde   | Finito a punti           |
| Blu     | Finito senza punti       |
| Blu     | Non classificato (NC)    |
| Viola   | Ritirato (Rit)           |
| Nero    | Squalificato (SQ)        |
| Nero    | Escluso (ES)             |
| Bianco  | Non ha gareggiato        |
| Bianco  | Iscrizione ritirata (WD) |
| Bianco  | Non partito (NP)         |
| Bianco  | Gara cancellata (C)      |

### Classifica generale a squadre
Al campionato a squadre possono essere iscritte a ogni evento sino a un massimo di tre vetture per scuderia ma soltanto le migliori due classificate marcheranno i punti per la classifica.
| Pos. | Squadra                                  | FAF | FAF | CAN | CAN | POL | POL | LIE | LIE | SCA | SCA | ROM | ROM | BAR | BAR | UNG | UNG | Punti |
| ---- | ---------------------------------------- | --- | --- | --- | --- | --- | --- | --- | --- | --- | --- | --- | --- | --- | --- | --- | --- | ----- |
| 1    | Team MRF Tyres                           | 5   | 8   | 2   | 5   | 1   | 6   | 1   | 7   | 3   | 3   | 3   | 8   | 7   | 9   | 2   | 7   | 248   |
| 2    | BRC Racing Team                          | 1   | 1   | 1   | 1   | 2   | 2   | 2   | 2   | 2   | 2   | 2   | 2   |     |     |     |     | 156   |
| 3    | MRF Tyres Dealer Team                    | 2   | 9   | 10  | 13  | 3   | 9   | 3   | 10  | 5   | 6   | 7   | 12  |     |     |     |     | 150   |
| 4    | ACCR Entry Engineering                   | 16  | 16  | 8   | 8   | 7   | 7   | 8   | 8   | 4   | 4   | 6   | 6   | 4   | 4   | 8   | 8   | 99    |
| 5    | Motorsport Ireland Rally Academy         | 11  | 13  |     |     | 4   | 14  | 4   | 19  | 8   | 13  | 11  | 20  | 10  | 16  |     |     | 74    |
| 6    | Topp-Cars Rally Team                     |     |     | 7   | 12  |     |     | 12  | 12  | 7   | 7   | 5   | 5   |     |     | 6   | 11  | 71    |
| 7    | Yacco ACCR Team                          |     |     |     |     | 5   | 5   | 9   | 9   |     |     |     |     | 6   | 6   | 4   | 4   | 60    |
| 8    | RedGrey                                  | 3   | 10  |     |     |     |     | 5   | 6   |     |     |     |     |     |     |     |     | 60    |
| 9    | GR Motorsport Kft                        | 7   | 7   |     |     |     |     |     |     |     |     | 4   | 4   | 2   | 2   |     |     | 56    |
| 10   | Bilteknik TRT Citroën Rally Team         | 6   | 6   | 9   | 9   |     |     |     |     |     |     |     |     |     |     | 1   | 1   | 54    |
| 11   | Toksport WRT                             |     |     |     |     |     |     |     |     | 1   | 1   |     |     |     |     |     |     | 30    |
| 12   | F.P.F. Sport                             |     |     |     |     |     |     |     |     |     |     | 1   | 1   |     |     |     |     | 30    |
| 13   | Agrotec Škoda Rally Team                 |     |     |     |     |     |     |     |     |     |     |     |     | 1   | 1   |     |     | 30    |
| 14   | M-Sport Poland                           | 12  | 12  | 15  | 15  | 11  | 11  | 13  | 13  | 14  | 14  | 10  | 10  |     |     |     |     | 22    |
| 15   | Hyundai Motor España                     |     |     | 3   | 3   |     |     |     |     |     |     |     |     |     |     |     |     | 21    |
| 16   | Samohýl Škoda Team                       |     |     |     |     |     |     |     |     |     |     |     |     | 3   | 3   |     |     | 21    |
| 17   | Turán Motorsport Egyesület               |     |     |     |     |     |     |     |     |     |     |     |     |     |     | 3   | 3   | 21    |
| 18   | Team Hyundai Portugal                    | 4   | 14  |     |     |     |     |     |     |     |     |     |     |     |     |     |     | 21    |
| 19   | Racing Network                           |     |     | 4   | 4   |     |     |     |     |     |     |     |     |     |     |     |     | 19    |
| 20   | AUTO PODBABSKÁ ŠKODA MOL TEAM            |     |     |     |     |     |     |     |     |     |     |     |     | 5   | 5   |     |     | 17    |
| 21   | Kole Media Center Kft                    |     |     |     |     |     |     |     |     |     |     | 19  | 19  |     |     | 5   | 5   | 17    |
| 22   | GNM Sweden AB                            |     |     |     |     | 8   | 8   | 11  | 11  |     |     |     |     |     |     |     |     | 16    |
| 23   | Recalvi Team                             |     |     | 6   | 6   |     |     |     |     |     |     |     |     |     |     |     |     | 15    |
| 24   | Franceschi Mathieu                       |     |     |     |     |     |     |     |     |     |     |     |     | 8   | 8   |     |     | 11    |
| 25   | ADAC Opel Rally Junior Team IM ADAC E.V. |     |     |     |     |     |     | 17  | 17  | 15  | 15  | 14  | 14  | 11  | 11  | 14  | 14  | 10    |
| 26   | Printsport                               |     |     |     |     |     |     |     |     | 9   | 9   |     |     |     |     |     |     | 9     |
| 27   | BRR Baumschlager Rallye & Racing Team    |     |     |     |     |     |     |     |     |     |     | 9   | 9   |     |     |     |     | 9     |
| 28   | PRO-M Kft.                               |     |     |     |     |     |     |     |     |     |     |     |     |     |     | 9   | 9   | 9     |
| 29   | AMD Gorica                               |     |     |     |     |     |     |     |     |     |     | 15  | 15  |     |     | 10  | 10  | 8     |
| 30   | IKsport Racing                           |     |     |     |     |     |     | 20  | 20  | 11  | 11  | 17  | 17  |     |     | 13  | 13  | 8     |
| 31   | Plon RT                                  |     |     | 17  | 17  | 10  | 10  | Rit | Rit |     |     |     |     |     |     |     |     | 7     |
| 32   | GK Door Team Sweden                      |     |     |     |     |     |     |     |     | 10  | 10  |     |     |     |     |     |     | 7     |
| 33   | Waldherr Motor-Sport Team                |     |     |     |     | 13  | 13  |     |     |     |     | 16  | 16  | 13  | 13  |     |     | 6     |
| 34   | Hyundai Canarias Motorsport              |     |     | 11  | 11  |     |     |     |     |     |     |     |     |     |     |     |     | 5     |
| 35   | Toyota Gazoo Racing WRT NG               |     |     |     |     | 12  | 12  |     |     |     |     |     |     |     |     |     |     | 4     |
| 36   | TRT Motorsport MTÜ                       |     |     |     |     |     |     | 16  | 16  | 12  | 12  |     |     |     |     |     |     | 4     |
| 37   | Tarabus Jaromír                          |     |     |     |     |     |     |     |     |     |     |     |     | 12  | 12  |     |     | 4     |
| 38   | Herczig Autósport                        |     |     |     |     |     |     |     |     |     |     |     |     |     |     | 12  | 12  | 4     |
| 39   | Rufa Motorsport                          |     |     |     |     |     |     |     |     |     |     | 13  | 13  |     |     |     |     | 3     |
| 40   | Rallytechnology                          |     |     |     |     | 15  | 15  | 14  | 14  |     |     |     |     |     |     |     |     | 3     |
| 41   | Revys Motorsport                         |     |     | 14  | 14  |     |     |     |     |     |     |     |     |     |     |     |     | 2     |
| 42   | Maior Norbert                            |     |     |     |     |     |     |     |     |     |     |     |     | 14  | 14  |     |     | 2     |
| 43   | Zanin Mattia                             |     |     |     |     |     |     |     |     |     |     |     |     | 15  | 15  |     |     | 1     |
| 44   | Paulo Gabriel Soria                      |     |     |     |     |     |     | 15  | 15  |     |     |     |     |     |     |     |     | 1     |
| 45   | Citroën Vodafone Team                    | 15  | 15  |     |     |     |     |     |     |     |     |     |     |     |     |     |     | 1     |
| Pos. | Squadra                                  | FAF | FAF | CAN | CAN | POL | POL | LIE | LIE | SCA | SCA | ROM | ROM | BAR | BAR | UNG | UNG | Punti |

| Colore  | Risultato                |
| ------- | ------------------------ |
| Oro     | Vincitore                |
| Argento | 2º posto                 |
| Bronzo  | 3º posto                 |
| Verde   | Finito a punti           |
| Blu     | Finito senza punti       |
| Blu     | Non classificato (NC)    |
| Viola   | Ritirato (Rit)           |
| Nero    | Squalificato (SQ)        |
| Nero    | Escluso (ES)             |
| Bianco  | Non ha gareggiato        |
| Bianco  | Iscrizione ritirata (WD) |
| Bianco  | Non partito (NP)         |
| Bianco  | Gara cancellata (C)      |

### Classifiche ERC3

#### Classifica piloti
| Pos. | Pilota            | FAF | CAN | POL | LIE | SCA | ROM | BAR | UNG | Punti |
| ---- | ----------------- | --- | --- | --- | --- | --- | --- | --- | --- | ----- |
| 1    | Jon Armstrong     | 1   | 1   | 1   | 1   |     | 1   | Rit |     | 150   |
| 2    | Jakub Matulka     |     |     | 2   | 2   |     |     | 2   |     | 72    |
| 3    | Piotr Parys       |     |     | 3   | 3   |     |     |     |     | 42    |
| 4    | William Creighton |     |     |     |     | 1   |     |     |     | 30    |
| 4    | Igor Widłak       |     |     |     |     |     |     | 1   |     | 30    |
| 6    | Paolo Andreucci   |     |     |     |     |     | 2   |     |     | 24    |
| 7    | Paulo Soria       |     |     | Rit | 4   |     |     |     |     | 19    |
| Pos. | Pilota            | FAF | CAN | POL | LIE | SCA | ROM | BAR | UNG | Punti |

| Colore  | Risultato                |
| ------- | ------------------------ |
| Oro     | Vincitore                |
| Argento | 2º posto                 |
| Bronzo  | 3º posto                 |
| Verde   | Finito a punti           |
| Blu     | Finito senza punti       |
| Blu     | Non classificato (NC)    |
| Viola   | Ritirato (Rit)           |
| Nero    | Squalificato (SQ)        |
| Nero    | Escluso (ES)             |
| Bianco  | Non ha gareggiato        |
| Bianco  | Iscrizione ritirata (WD) |
| Bianco  | Non partito (NP)         |
| Bianco  | Gara cancellata (C)      |

#### Classifica copiloti
| Pos. | Pilota            | FAF | CAN | POL | LIE | SCA | ROM | BAR | UNG | Punti |
| ---- | ----------------- | --- | --- | --- | --- | --- | --- | --- | --- | ----- |
| 1    | Cameron Fair      |     | 1   | 1   | 1   |     | 1   | Rit |     | 120   |
| 2    | Daniel Dymurski   |     |     | 2   | 2   |     |     | 2   |     | 72    |
| 3    | Damian Syty       |     |     | 3   | 3   |     |     |     |     | 42    |
| 4    | Andrew Browne     | 1   |     |     |     |     |     |     |     | 30    |
| 4    | Liam Regan        |     |     |     |     | 1   |     |     |     | 30    |
| 4    | Mateusz Pawłowski |     |     |     |     |     |     | 1   |     | 30    |
| 7    | Rudy Briani       |     |     |     |     |     | 2   |     |     | 24    |
| 8    | Sergiu Itu        |     |     |     | 8   |     |     |     |     | 19    |
| Pos. | Pilota            | FAF | CAN | POL | LIE | SCA | ROM | BAR | UNG | Punti |

| Colore  | Risultato                |
| ------- | ------------------------ |
| Oro     | Vincitore                |
| Argento | 2º posto                 |
| Bronzo  | 3º posto                 |
| Verde   | Finito a punti           |
| Blu     | Finito senza punti       |
| Blu     | Non classificato (NC)    |
| Viola   | Ritirato (Rit)           |
| Nero    | Squalificato (SQ)        |
| Nero    | Escluso (ES)             |
| Bianco  | Non ha gareggiato        |
| Bianco  | Iscrizione ritirata (WD) |
| Bianco  | Non partito (NP)         |
| Bianco  | Gara cancellata (C)      |

### Classifiche ERC4

#### Classifica piloti
| Pos. | Pilota             | FAF | CAN | POL | LIE | SCA | ROM | BAR | UNG | Punti |
| ---- | ------------------ | --- | --- | --- | --- | --- | --- | --- | --- | ----- |
| 1    | Roberto Daprà      | 1   | Rit | 5   | 7   | 4   | 1   | 4   | 2   | 152   |
| 2    | Norbert Maior      |     |     | 2   | 3   | 3   | 3   | 5   | 1   | 134   |
| 3    | Nore Ola Jr.       |     |     | 1   | 1   | 6   | 4   |     | 5   | 111   |
| 4    | Timo Schulz        |     |     | Rit | 6   | 13  | 2   | 1   | 7   | 85    |
| 5    | Victor Hansen      |     |     | 3   | 2   | 8   | 9   | 6   |     | 80    |
| 6    | Norman Kreuter     | 5   | 2   | 14  | 12  | 11  | 10  | 8   | Rit | 70    |
| 7    | Mattia Zanin       |     |     | 13  | 9   | Rit | 5   | 7   | 8   | 53    |
| 8    | Bendegúz Hangodi   |     | 1   | 10  | 8   |     | Rit |     | Rit | 48    |
| 9    | Max McRae          |     |     | 11  | 5   | 12  | 8   | Rit | 9   | 46    |
| 10   | Mille Johansson    |     |     | Rit | 11  | 5   | 11  | Rit | 6   | 42    |
| 11   | Mark Škulj         |     |     |     |     |     | 6   | Rit | 3   | 36    |
| 12   | Fabian Zeiringer   |     |     | Rit | Rit |     | 7   | 3   |     | 34    |
| 13   | Isak Reiersen      |     |     |     |     | 1   |     |     |     | 30    |
| 14   | Tymoteusz Jocz     | 4   |     | 9   |     |     |     |     |     | 28    |
| 14   | Mark-Egert Tiits   |     |     |     | 4   | 9   |     |     |     | 28    |
| 16   | Ernesto Cunha      | 2   |     |     |     |     |     |     |     | 24    |
| 16   | Patrik Hallberg    |     |     |     |     | 2   |     |     |     | 24    |
| 16   | Jaromír Tarabus    |     |     |     |     |     |     | 2   |     | 24    |
| 19   | Aoife Raftery      |     |     | 12  | 10  | Rit | 15  | 9   |     | 21    |
| 19   | Alessandro Grillo  |     | 3   |     |     |     |     |     |     | 21    |
| 19   | Patricio Muñoz     | 3   |     |     |     |     |     |     |     | 21    |
| 22   | Patrik Herczig     |     |     | 15  |     |     |     |     | 4   | 20    |
| 23   | Hikaru Kogure      |     |     | 4   | Rit |     |     |     |     | 19    |
| 24   | Simon Andersson    |     |     | Rit | 14  | 7   |     |     |     | 15    |
| 24   | Ghjuvanni Rossi    |     |     | 7   |     |     | 14  | Rit |     | 15    |
| 24   | Miko Jalava        |     |     | 6   | Rit | Rit |     |     |     | 15    |
| 27   | Christoph Brugger  |     |     | 8   |     |     |     |     |     | 11    |
| 28   | Alfred Kramer Jun. |     |     | Rit | 13  | 10  |     |     |     | 10    |
| 29   | Cristiana Oprea    |     |     |     |     |     |     | 10  |     | 7     |
| 30   | Patrice Spitalier  |     |     | 16  |     | 14  | 12  |     |     | 6     |
| 31   | Csaba Juhász       |     |     |     |     |     | 13  |     |     | 3     |
| 32   | René Noller        |     |     | Rit | 15  |     | Rit |     |     | 1     |
| Pos. | Pilota             | FAF | CAN | POL | LIE | SCA | ROM | BAR | UNG | Punti |

| Colore  | Risultato                |
| ------- | ------------------------ |
| Oro     | Vincitore                |
| Argento | 2º posto                 |
| Bronzo  | 3º posto                 |
| Verde   | Finito a punti           |
| Blu     | Finito senza punti       |
| Blu     | Non classificato (NC)    |
| Viola   | Ritirato (Rit)           |
| Nero    | Squalificato (SQ)        |
| Nero    | Escluso (ES)             |
| Bianco  | Non ha gareggiato        |
| Bianco  | Iscrizione ritirata (WD) |
| Bianco  | Non partito (NP)         |
| Bianco  | Gara cancellata (C)      |

#### Classifica copiloti
| Pos. | Copilota                  | FAF | CAN | POL | LIE | SCA | ROM | BAR | UNG | Punti |
| ---- | ------------------------- | --- | --- | --- | --- | --- | --- | --- | --- | ----- |
| 1    | Luca Guglielmetti         | 1   | Rit | 5   | 7   | 4   | 1   | 4   | 2   | 152   |
| 2    | Maria Francesca Maior     |     |     | 2   | 3   | 3   | 3   | 5   | 1   | 134   |
| 3    | Michael Wenzel            |     |     | Rit | 6   | 13  | 2   | 1   | 7   | 85    |
| 4    | Rune Eilertsen            |     |     | 1   |     | 6   | 4   |     | 5   | 81    |
| 5    | Victor Johansson          |     |     | 3   | 2   | 8   | 9   | 6   |     | 80    |
| 6    | Jeannette Andersson Kvick | 5   | 2   | Rit | 13  | 13  | 10  |     | Rit | 58    |
| 7    | László Bunkoczi           |     | 1   | 10  | 8   |     | Rit |     |     | 48    |
| 8    | Mac Kierans               |     |     | 11  | 5   | 12  | 8   | Rit | 9   | 46    |
| 9    | Johan Grönvall            |     |     | Rit | 11  | 5   | 11  | Rit | 6   | 42    |
| 10   | Angelika Letz             |     |     | Rit | Rit |     | 7   | 3   |     | 34    |
| 11   | Torstein Eriksen          |     |     |     | 1   |     |     |     |     | 30    |
| 11   | Lucas Karlsson            |     |     |     |     | 1   |     |     |     | 30    |
| 13   | Fabio Pizzol              |     |     | 13  | 9   | Rit | 5   |     |     | 29    |
| 14   | Maciej Judycki            | 4   |     | 9   |     |     |     |     |     | 28    |
| 14   | Jakko Viilo               |     |     |     | 4   | 9   |     |     |     | 28    |
| 16   | John Stigh                |     |     |     |     | 2   |     |     |     | 24    |
| 16   | Carlos Magalhães          | 2   |     |     |     |     |     |     |     | 24    |
| 16   | Elia De Guio              |     |     |     |     |     |     | 7   | 8   | 24    |
| 16   | Daniel Trunkát            |     |     |     |     |     |     | 2   |     | 24    |
| 20   | Matej Čar                 |     |     |     |     |     |     |     | 3   | 21    |
| 20   | Miguel Recalt             | 3   |     |     |     |     |     |     |     | 21    |
| 20   | Enrico Bracchi            |     | 3   |     |     |     |     |     |     | 21    |
| 23   | Kristóf Varga             |     |     | 15  |     |     |     |     | 4   | 20    |
| 24   | Matias Topi Luhtinen      |     |     | 4   | Rit |     |     |     |     | 19    |
| 25   | Anna-Maria Seidl          |     |     |     | 12  |     |     | 8   |     | 15    |
| 25   | Pia Šumer                 |     |     |     |     |     | 6   | Rit |     | 15    |
| 25   | Riikka Hokkanen           |     |     | 6   |     |     |     |     |     | 15    |
| 25   | Jörgen Jönsson            |     |     | Rit | 14  | 7   |     |     |     | 15    |
| 29   | Nicolas Blanc             |     |     | 7   |     |     |     |     |     | 13    |
| 30   | Tamara Lutz               |     |     | 8   |     |     |     |     |     | 11    |
| 30   | Claire Williams           |     |     | 12  | 10  |     |     |     |     | 11    |
| 32   | Ronan Comerford           |     |     |     |     |     | 15  | 9   |     | 10    |
| 33   | Maresa Lade               |     |     | 14  |     | 11  |     |     |     | 7     |
| 33   | Denisa-Alexia Parteni     |     |     |     |     |     |     | 10  |     | 7     |
| 35   | Nicolas Spitalier         |     |     | 16  |     | 14  | 12  |     |     | 6     |
| 36   | Tamás Pásztor             |     |     |     |     |     | 13  |     |     | 3     |
| 37   | Kylian Sarmezan           |     |     |     |     |     | 14  | Rit |     | 2     |
| 38   | Natalie Solbach-Schmidt   |     |     | Rit | 15  |     | Rit |     |     | 1     |
| Pos. | Copilota                  | FAF | CAN | POL | LIE | SCA | ROM | BAR | UNG | Punti |

| Colore  | Risultato                |
| ------- | ------------------------ |
| Oro     | Vincitore                |
| Argento | 2º posto                 |
| Bronzo  | 3º posto                 |
| Verde   | Finito a punti           |
| Blu     | Finito senza punti       |
| Blu     | Non classificato (NC)    |
| Viola   | Ritirato (Rit)           |
| Nero    | Squalificato (SQ)        |
| Nero    | Escluso (ES)             |
| Bianco  | Non ha gareggiato        |
| Bianco  | Iscrizione ritirata (WD) |
| Bianco  | Non partito (NP)         |
| Bianco  | Gara cancellata (C)      |